# Порядок наследования черногорского престола

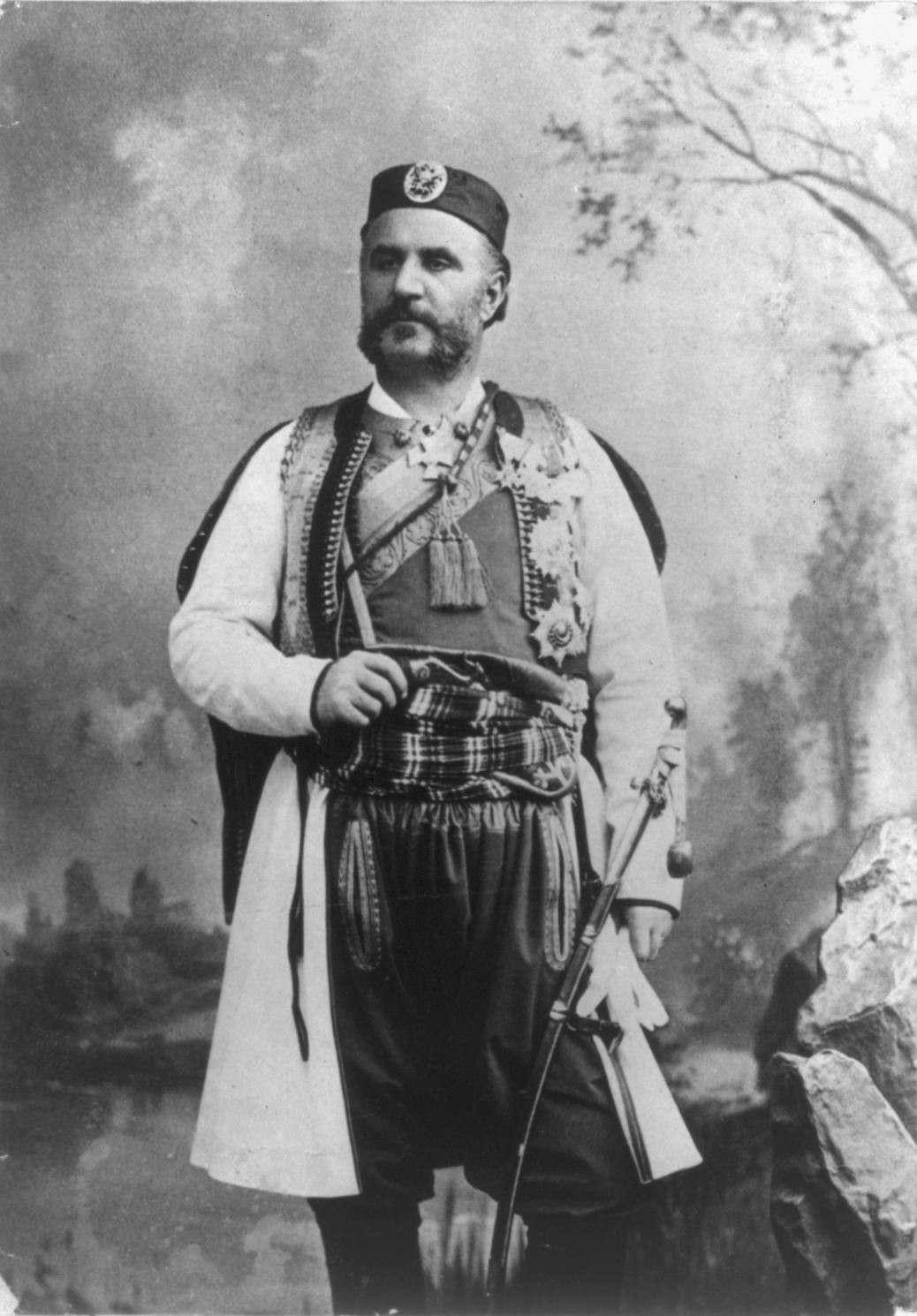
Никола I Петрович (1841—1921), второй князь Черногории (1860—1910), первый король Черногории (1910—1918)

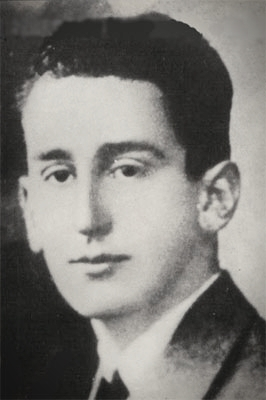
Михаил Петрович-Негош (1908—1986), глава королевского дома Черногории (1921—1986)

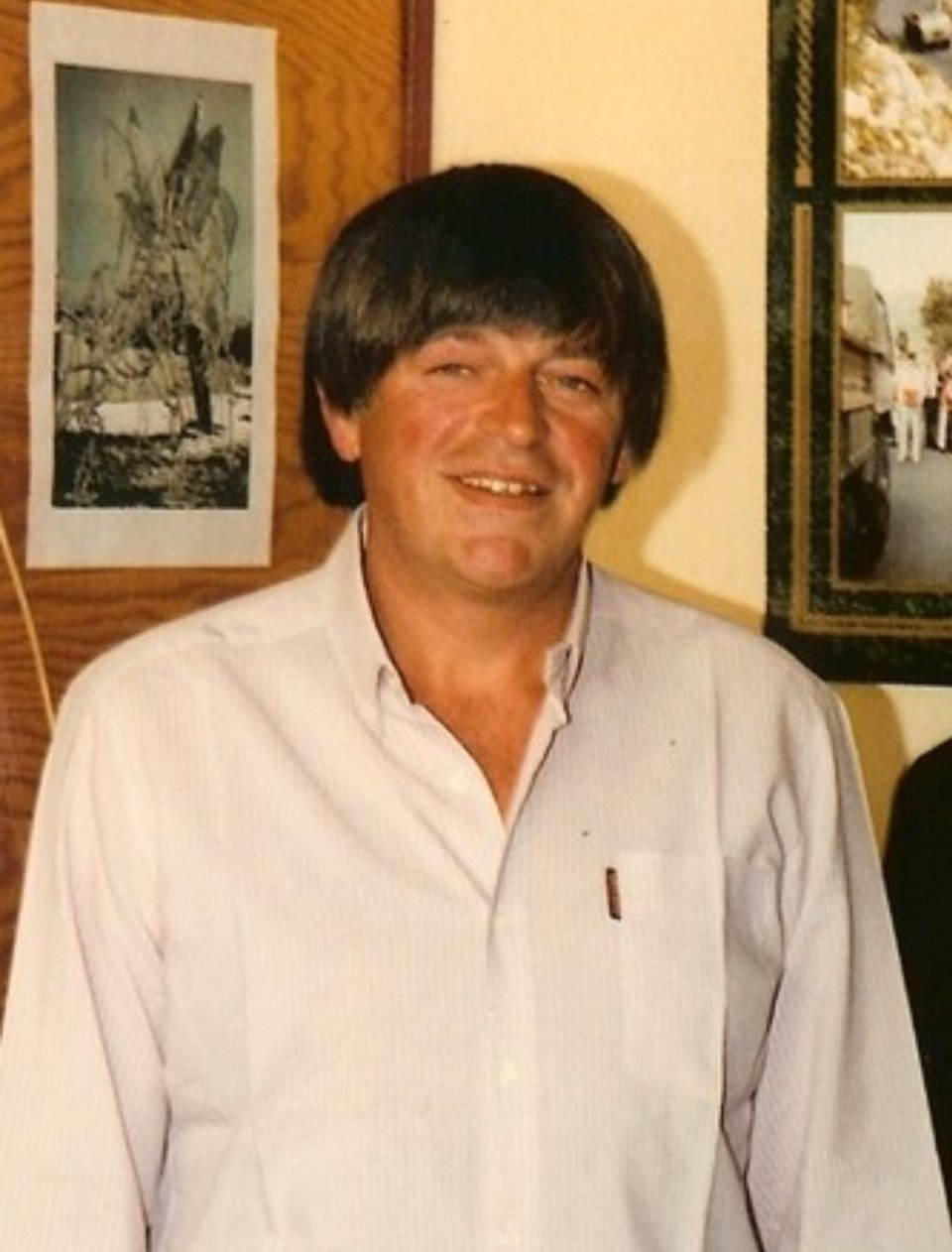
Никола Петрович-Негош (род. 1944), глава королевского дома Черногории с 1986 года

Порядок наследования бывшего черногорского престола является упорядоченным списком лиц, имеющих право на главенство в королевском доме Черногории и претензии на королевский престол Черногории в случае восстановления монархии. Монархия в Черногории была ликвидирована в 1918 году, но королевское правительство в изгнании сохраняло международное признание до 1922 года.
Нынешний глава королевского дома Никола II Петрович-Негош (род. 1944), наследный принц Черногории. С 2011 года официально признан правительством и парламентом Черногории в качестве главы королевской династии Петровичей-Негошей.

## История
13 ноября 1918 года черногорский король Никола I Петрович-Негош (1841—1921), правивший в 1860—1918 годах, был свергнут с престола Подгорицкой ассамблеей, которая проголосовала за объединение Черногории с Сербским королевство во главе с королем Петром I Карагергиевичем. Петр Карагеоргиевич (1844—1921), король Сербии (1903—1918), король сербов, хорватов и словенцев (1918—1921), был женат на принцессе Зорке Черногорской (1864—1890), старшей дочери Николы I Петровича-Негоша. В изгнании Никола никогда не признавал включение Черногории в состав Югославии и поддерживал международно признанное правительство в изгнании. После смерти Николы 1 марта 1921 года его преемником стал его старший сын, кронпринц Данило II Петрович-Негош (1871—1939). Последний отрекся от престола 7 марта 1921 года в пользу своего племянника Михаила (1908—1986), который стал главой королевского дома Черногории в изгнании при регентстве своей бабки — королевы Милены. 13 июля 1922 года на конференции послов в Париже Союзное государство Сербии и Черногории было официально признано.
Принц Никола Петрович-Негош (род. 1944), нынешний глава дома, является единственным сыном короля Михаила Петровича-Негоша. В 2011 году Скупщина Черногории официально признала роль королевской династии Петровичей-Негошей в истории государства, с тем чтобы содействовать черногорской самобытности, культуре и традициям посредством культурной, гуманитарной и другой не политической деятельностью.

## Наследственное право
Состав королевского дома ограничивается мужской линией потомков первого короля Черногории Николы Петровича-Негоша. Последователь наследования определяется статьей 19 Черногорской конституции 1905 года, которая гласит, что «потомки мужского пола находятся в порядке наследования по порядку первородства, как это предусмотрено специальным законом семьи по престолонаследию».
В 2011 году правительство Черногории приняло закон о признании потомков по мужской линии короля Николая и их жен в качестве членов династии Петровичей-Негошей (статья 2). По закону старшим наследником мужского полка в настоящее время является кронпринц Николай Петрович-Негош. Он также утверждает закон королевского дома, определив порядок наследования главенства династии, который должен передаваться «от наследника мужского пола к старшему наследнику мужского пола» (статья 5).

## Современный порядок наследования
- Никола I Петрович-Негош (1841—1921)[4]
  - Мирко Дмитрий Петрович-Негош (1879—1918)
    - Михаил Петрович-Негош (1908—1986)[4]
      - Никола Петрович-Негош (род. 1944)
        - (1) Наследный принц Борис Петрович-Негош (род. 1980)[5]

## Порядок наследования в ноябре1918 года
- Никола I Петрович-Негош I (род. 1841)[4]
  - (1) Кронпринц Данило (род. 1871)[4]
  - Принц Мирко (1879—1918)
    - (2) Принц Михаил (род. 1908)[4]
    - (3) Принц Павел (род. 1910)[4]
    - (4) Принц Эммануэль (род. 1912)[4]

  - (5) Принц Пётр (род. 1889)[4]